# Pau Venteo Coll
Pau Venteo Coll (Rubí, 1995) és un fotoperiodista català.
Graduat en Comunicació Audiovisual a la UAB el 2017, va treballar en diversos programes de Catalunya Ràdio. En motiu de les protestes contra la sentència del judici al procés independentista català va començar a interessar-se per fer fotografies. La sortida de la presó de Jaume Cuixart o una foto abans de les protestes d'Urquinaona són algunes de les seves imatges més icòniques. Des del 2019 treballa de fotoperiodista per l'agència Europa Press.
Va publicar amb Albert Mercadé Massó el llibre Del procés a la revolta.Crònica en primera persona dels dies que els carrers van dir prou (Pagès Editors, 2019) sobre les protestes posteriors a la sentència del judici als líders independentistes que havien promogut el referèndum de l'1 d'octubre del 2017.